# Veliko Trebeljevo
Veliko Trebeljevo je naselje v Mestni občini Ljubljana. Naselje se nahaja na slemenu med dolinama potokov Reka in Besnica. Prvi zapisi o kraju datirajo v leto 1145. Sredi naselja stoji cerkev Sv. Križa, ki so jo postavili stiški menihi, saj je tedaj vas spadala pod stiški samostan.
Danes je v vasi domačija, ki se ukvarja s kmečkim turizmom. Naselje je izhodišče za številne izlete v naravo, predvsem do znane izletniške točke Obolno (776 m). Mimo kraja ob delavnikih poteka redna mestna linija 26.